# Flansch

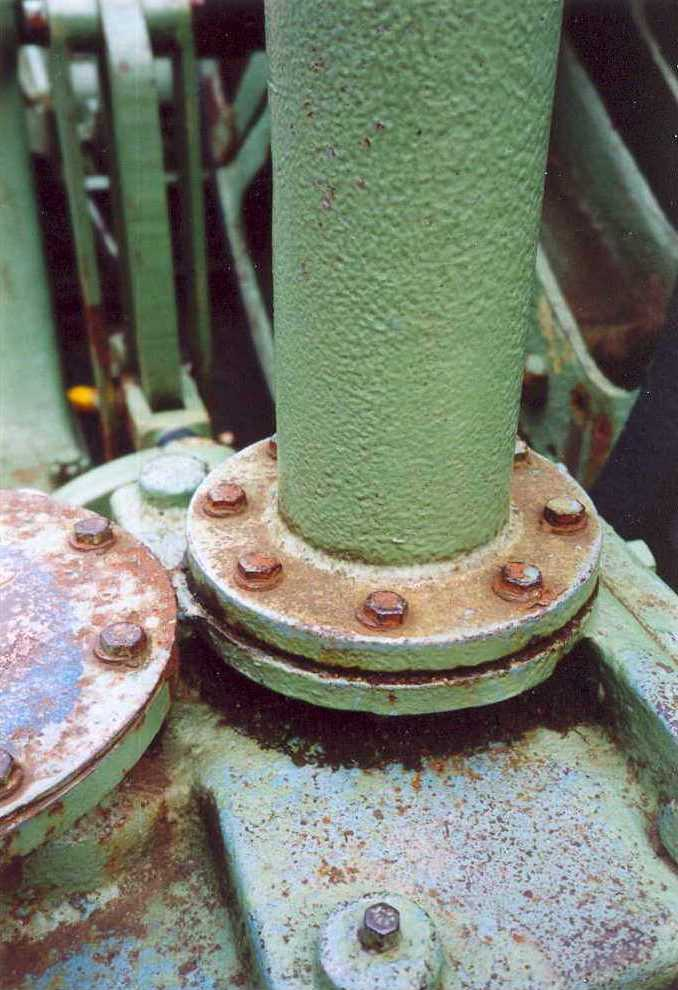
Flanschverbindung in einer Rohrleitung mit sichtbar geschweißten Flanschringen

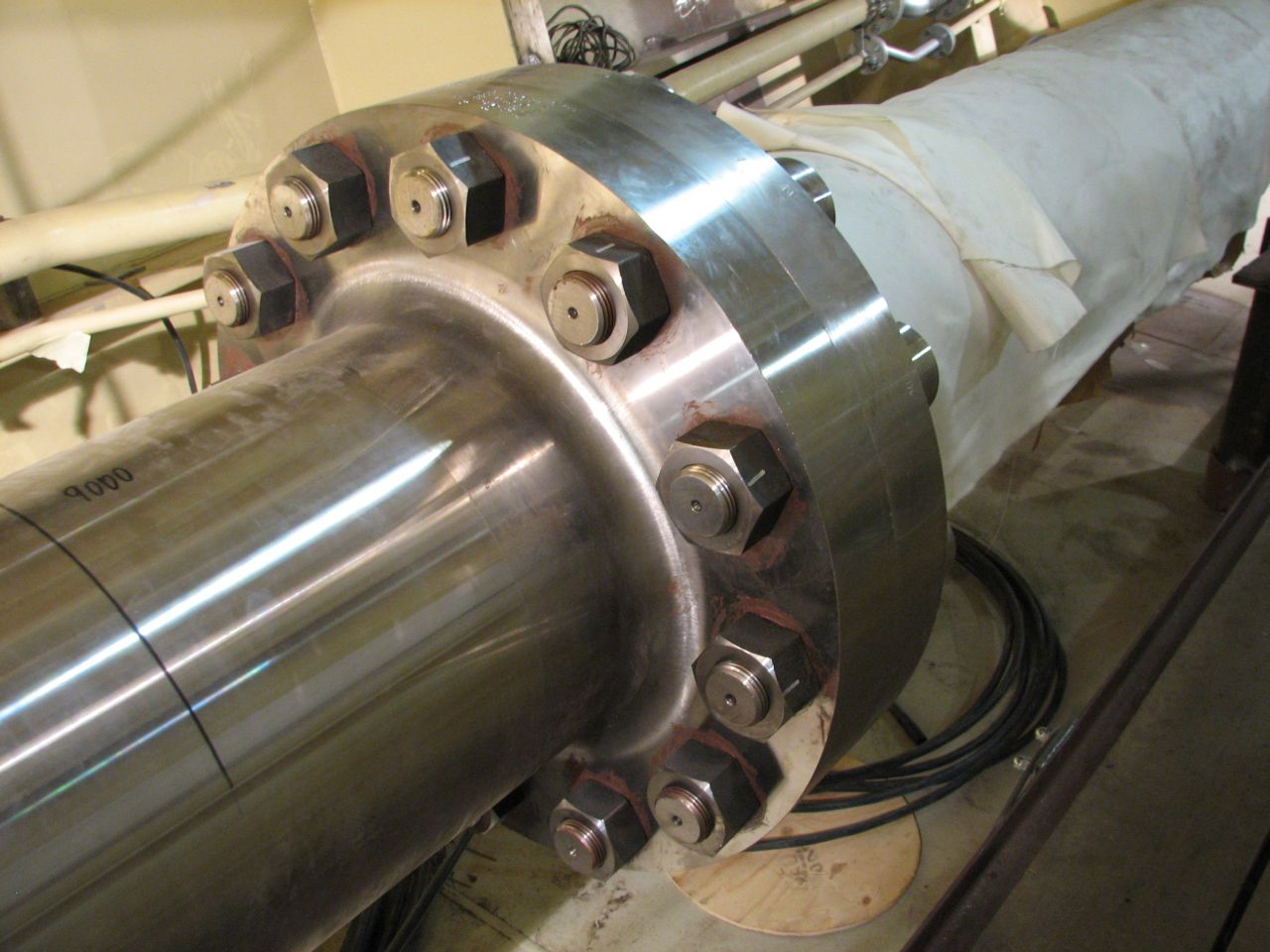
Flansch-Kupplung einer Welle im Schiffbau mit ausgerundeter (ausgeschliffener) Schweißnaht

Ein Flansch ist eine rechtwinklig abstehende Kante, die zur Verbindung von zwei Bauteilen dient, die bündig aneinanderstoßen. Der häufigste Anwendungsfall sind Rohre und andere stabförmige Bauteile, deren Enden mit Flanschringen verbunden werden.
Das Ende von Rohrleitungselementen mit Festflansch wird mit dem Flanschring verschweißt. Lose Flansche werden über das Rohr geschoben und stützen sich an einem Anschlag am Rohrende ab (z. B. ein Bördelrand oder ein angeschweißter Bundkragen). Flanschringe werden in der Regel nach einem festgelegten Schema mit Bohrungen versehen, so dass zwei aneinanderliegende Flansche mit Schrauben und Muttern verbunden werden können.
Auch Wellen werden fluchtend mit Flanschen verbunden. Eine solche Wellenverbindung ist eine Flansch-Kupplung. Ein Flansch-Lager (Gleit- oder Wälzlager) wird in ein Lagergehäuse mit Flanschring eingesetzt und über die Bohrungen im Ring am Maschinengestell befestigt. 
Flanschverbindungen sind zerstörungsfrei lösbar.

## Etymologie
Das Wort flansch[en] ist spätmittelhochdeutschen Ursprungs und bedeutet „[aus einer Fläche] herausragen“. Rohrleitungsflansche ragen beispielsweise radial von Rohrleitungen weg. So erklärt sich auch, dass Handwerker etwas an eine Wand „anflanschen“, und warum die Gurte, die den oberen und unteren Abschluss von Stahlbauprofilen (Doppel-T-Träger) bilden, ebenfalls Flansche (vgl. engl. flange) genannt werden.

## Beispiele von Flanschverbindungen
- Verbindung von Rohren,
- Lagerdeckel zur Fixierung von Lagern in den zugehörigen Gehäusen und auf den zugehörigen Wellen.
- Verbindung von Motoren und Getrieben,
- Befestigung von Rotorblättern an Windkraftanlagen,
- Verbindung von Stahltürmen aus mehreren Segmenten.

## Flansche als genormte Verbindungselemente für Rohre

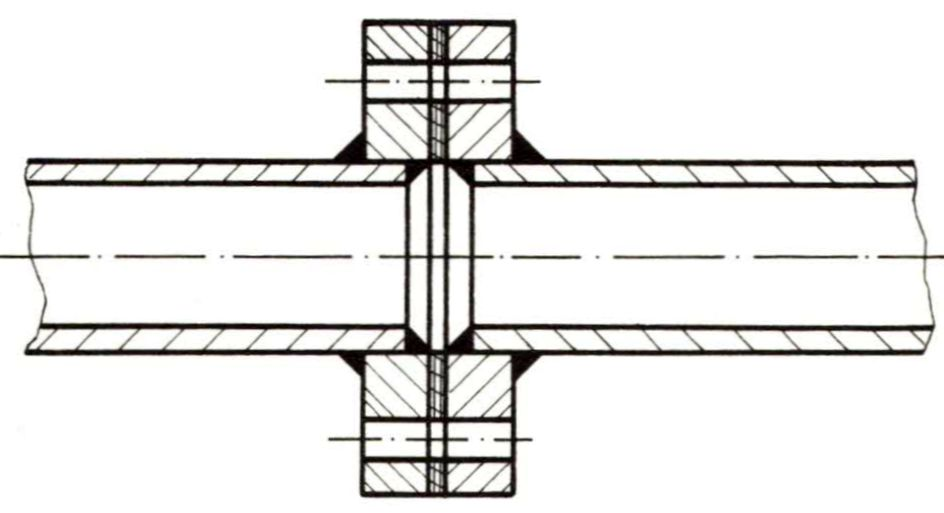
Verbindung zweier Rohre mit scheibenförmigen Flanschen; Flansche an Rohre angeschweißt; Flachdichtung zwischen den Flanschen

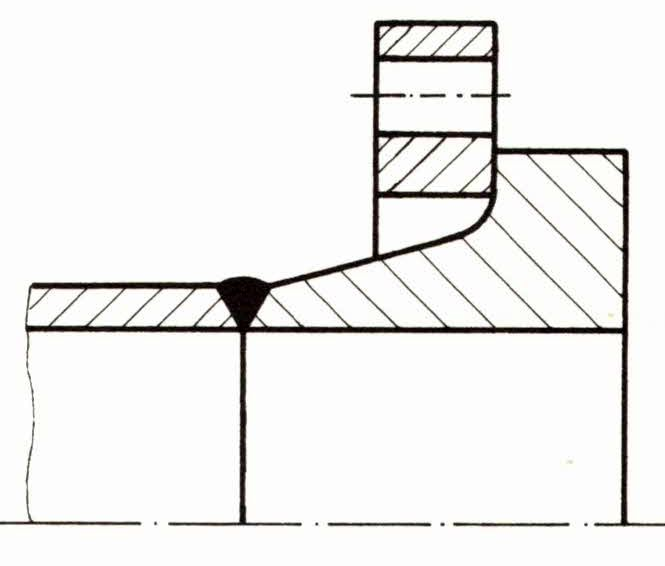
Loser Flansch an angeschweißtem Bundkragen

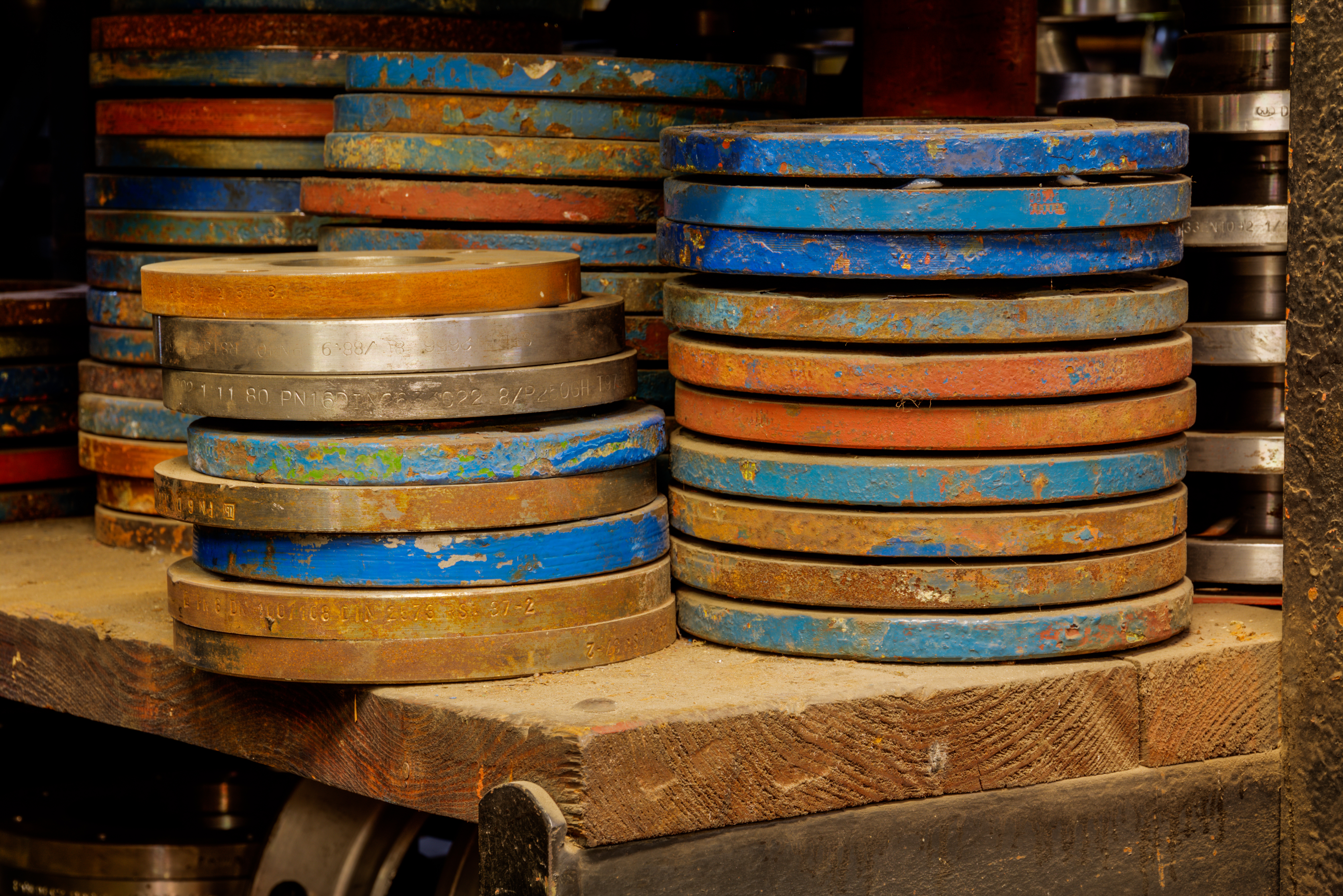
Lose Flanschringe auf einer Werkbank

Die Verwendung von Flanschen ist eine Methode, Rohrabschnitte lösbar und dicht miteinander zu verbinden. In der Regel wird eine Flachdichtung zwischen die Flansche (beides gelocht), die mit Schrauben und Muttern aufeinander gepresst werden, eingefügt. Hierzu wird häufig eine Dichtung nach EN 1514-1 genutzt, in Deutschland als DIN EN 1514 veröffentlicht (früher DIN 2690). Die Flansche sind meistens an die Rohrenden angeschweißte Scheiben. Sie gehören zu den Rohrleitungsteilen (Fittings).
An Armaturen und Messgeräten sind häufig Flansche angegossen. Flansche für Rohrleitungen sind nach Nenndruck bezeichnet und durch die Europäische Norm EN 1092 genormt:
- EN 1092-1 Stahlflansche
- EN 1092-2 Gusseisenflansche
- EN 1092-3 Flansche aus Kupferlegierungen
- EN 1092-4 Flansche aus Aluminiumlegierungen

Flansche werden aus allen geeigneten und gängigen rostfreien und Kohlenstoffstahl-Sorten hergestellt. Ein Flansch wird zum Beispiel nach internationalen und nationalen Normen oder auch nach Kundenzeichnung auftragsbezogen gefertigt.
Gerade im Bereich der Losflansche (EN 1092-1 Typ 02), der Glatten Flansche (EN 1092-1 Typ 01) und der Blindflansche (EN 1092-1 Typ 05) sind Kostenreduzierungen erzielbar, wenn statt der Standard-Nenndicke eine reduzierte – aber den Anforderungen genügende – Nenndicke eingesetzt wird.

## Flanscharten

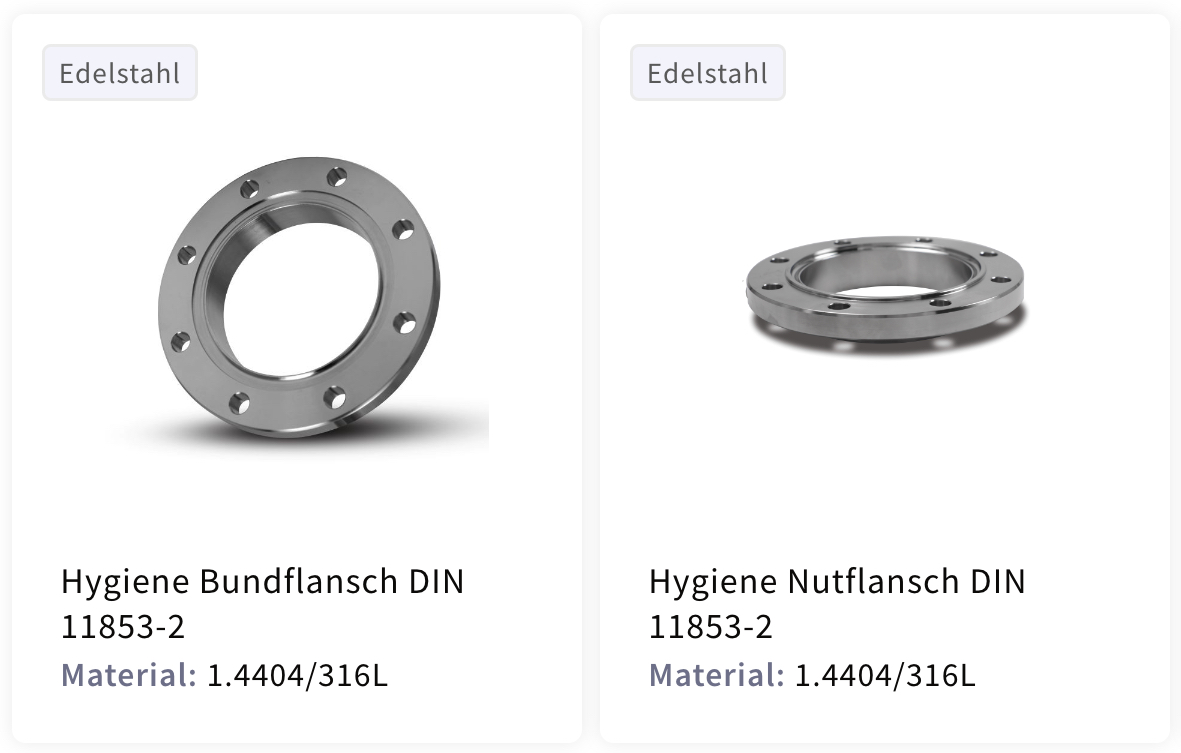
Flansche gemäß der DIN 11853-2. Diese Flansche schließen nahtlos miteinander ab, indem sie eine Nut und einen Bund verwenden, zwischen denen eine Dichtung platziert wird.

Es gibt verschiedene Flanschtypen, die in unterschiedlichen Anwendungsbereichen eingesetzt werden. So können Flansche zum Beispiel an das Rohr geschweißt oder geschraubt werden. Einige Flanschtypen haben ein besseres Stabilitätsverhalten (geringe Blattverformung bei hohen Schraubenkräften), um besondere Dichtheitsanforderungen zu erfüllen.
| Bezeichnung                           | Beschreibung | Bezeichnung nach EN | Bezeichnung nach alter DIN   |
| ------------------------------------- | --- | ------------------- | ---------------------------- |
| Vorschweißflansche                    | Flansche mit einem Ansatz zum Anschweißen, beispielsweise an ein Rohr. Sie werden durch Schmieden aus einem Stahlrohling vorgeformt und anschließend durch Drehen und Bohren fertiggestellt. Größere Flansche werden auch aus Formstählen zu Ringen gebogen und dann verschweißt. Dieser Flanschtyp ist konstruktiv besonders stabil und wird auch bei hohen Drücken eingesetzt.                               | Typ 11              | DIN 2627-DIN 2638            |
| Überschieb-Schweißflansche mit Ansatz | Diese werden auf das Rohr geschoben und dann mit dem Rohr verschweißt. Im ANSI-Bereich werden sie auch Slip-On-Flansche genannt. | Typ 12              |                              |
| Glatte Flansche                       | Diese werden auf das Rohr geschoben und dann mit dem Rohr verschweißt. Sie werden meist aus einem Blech hergestellt. Größere Flansche werden aus Flachstahl zu Ringen gebogen und dann verschweißt. | Typ 01              | DIN 2573, DIN 2576           |
| Blindflansche                         | Blindflansche sind ohne Mittelbohrung und werden zum Verschließen verwendet z. B. von zusätzlichen Stutzen an Druckbehältern oder von Rohrleitungsenden. | Typ 05              | DIN 2527                     |
| Gewindeflansche                       | Diese Bauart hat statt eines Ansatzes zum Schweißen ein Innengewinde, in welches das Rohr eingeschraubt wird. | Typ 13              | DIN 2566                     |
| Lose Flansche                         | Diese Bauart wird nur lose auf das Rohr aufgeschoben. Die eigentliche Befestigung auf dem Rohr übernimmt der dann anzuschweißende Vorschweißring oder Vorschweißbund Typ 04. Sie werden auch verwendet für angeformte Bördel Typ 02. Diese Bauart wird angewendet, wenn die Stellung des Lochkreises des Gegenflansches erst bei der Endmontage definiert werden kann.                                         |                     | DIN 2641, DIN 2642, DIN 2565 |
| Blockflansche                         | Diese Bauart besteht aus einem geschmiedeten oder einem gegossenen Block. Die zugehörigen Schraubenlöcher haben ein Innengewinde. Derartige Flansche werden vor allem an Druckbehältern als Rohrstutzen geschweißt sowie zur Befestigung von Schaugläsern genutzt. |                     |                              |
| Apparateflansche                      | Sie haben die gleiche Funktion wie normale Flansche, werden aber vorzugsweise an Kesseln, Druckbehältern und Ähnlichem eingesetzt. Sie können daher andere Abmessungen der Flanschblattdicke haben, z. B. bei Gussgehäusen. |                     |                              |
| SAE-Flansche                          | SAE-Flansche werden in der Ölhydraulik in verschiedenen Ausführungen eingesetzt. Diese Flanscharmaturen sind auch als CAT-Flansche bekannt, da sie von Caterpillar in den USA entwickelt wurden. SAE-Flansche werden in die Druckstufen 3000, 6000 und 9000 PSI unterteilt. Ein Beispiel für SAE-Flansche ist der F37-Flansch.                                                                                 |                     |                              |
| Vakuumflansche                        | Vakuumflansche dienen der lösbaren Verbindung von Vakuumgefäßen. Es gibt sie als Kleinflansche, Klammerflansche und CF-Flansche. |                     |                              |
| Übergangsflansch                      | Übergang beispielsweise zu einem Pressfittings-System |                     |                              |
| Hygieneflansch                        | Hygiene-Bundflansche und Hygiene-Nutflansche aus Edelstahl werden häufig noch in der Schweiz produziert und in der Lebensmittel- und Pharmaindustrie montiert. Im Vergleich zu herkömmlichen Flanschen wird bei diesen der Totraum minimiert, und die Oberfläche der Flansche ist häufig poliert, um den Hygienestandards der Klassen H1 bis H4 zu entsprechen. Die Dichtungen bestehen oft aus EPDM oder FPM. |                     | DIN 11853-2                  |

An das Rohr angeformte (schmale) Flansche werden auch als Bundkragen bezeichnet.

## Abmessungsbereiche
Eine kleine Auswahl möglicher Abmessungsbereiche. Größere Abmessungen sind selbstverständlich auch möglich.
| Flanschtyp                     | Abmessungsbereich      |
| ------------------------------ | ---------------------- |
| Blindflansche                  | DN10 – DN2500 ½” – 24″ |
| Gewindeflansche mit Ansatz     | DN15 – DN150 ½” – 24″  |
| Flansche glatt                 | DN10 – DN2500          |
| Vorschweißflansche             | DN10 – DN2500          |
| lose Flansche, glatte Bunde    | DN10 – DN2500          |
| lose Flansche, Vorschweißbunde | DN10 – DN2500          |
| Schweißflansche mit Ansatz     | Beispiel DN15 – DN2500 |
| Lap Joint Flanges              | ½” – 24″               |
| Socket Welding Flanges         | ½” – 3″                |
| Hygiene Flansch                | DN10/13 - DN150/154    |

## Normen

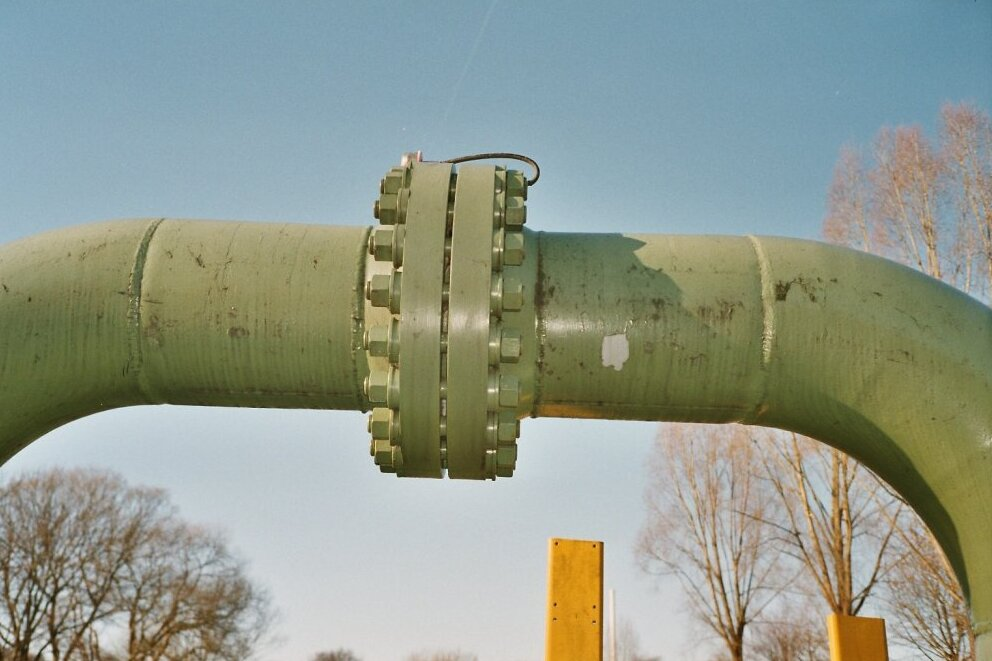
Geflanschte Verbindung einer Pipeline

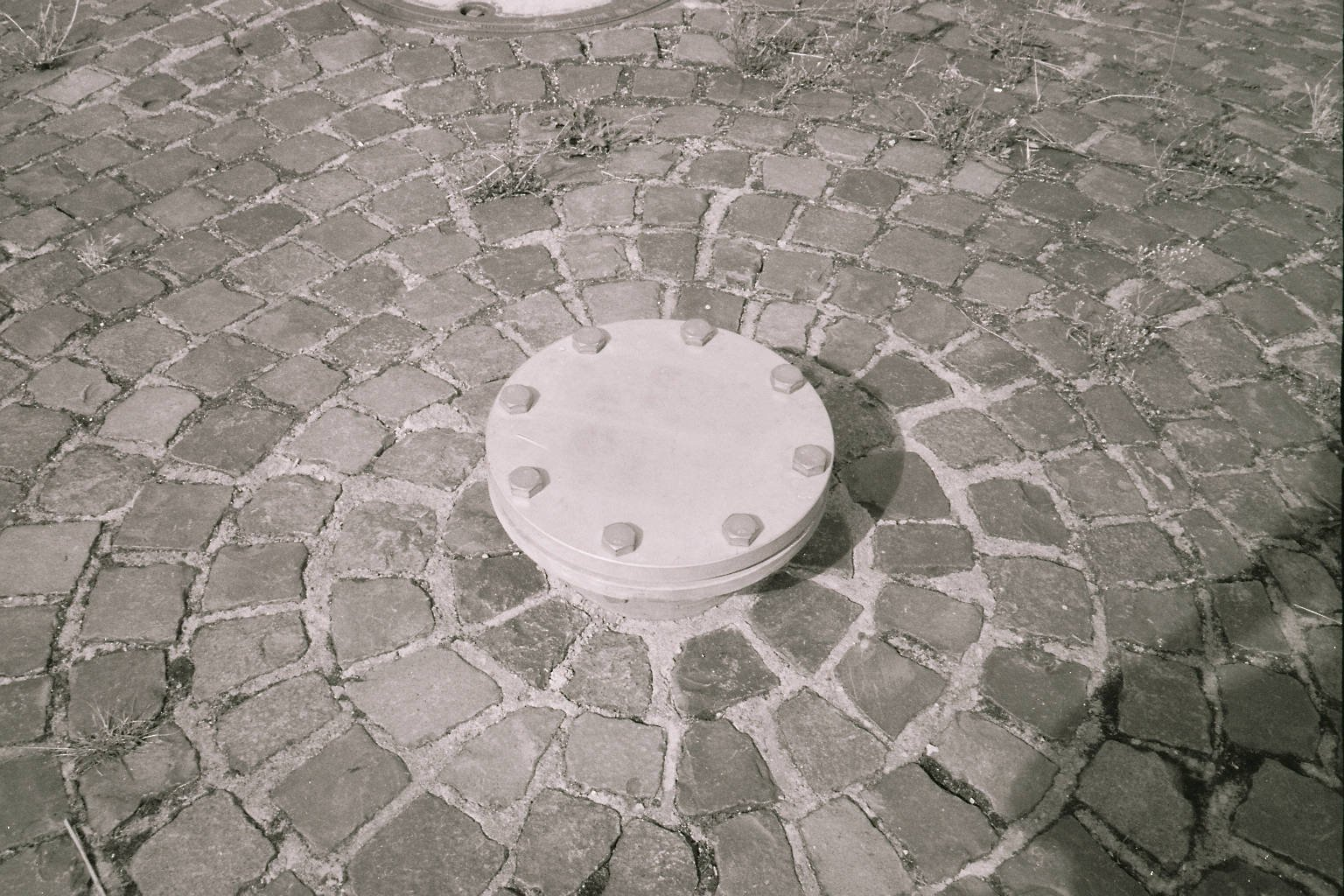
Blindflansch am Ende einer Rohrleitung

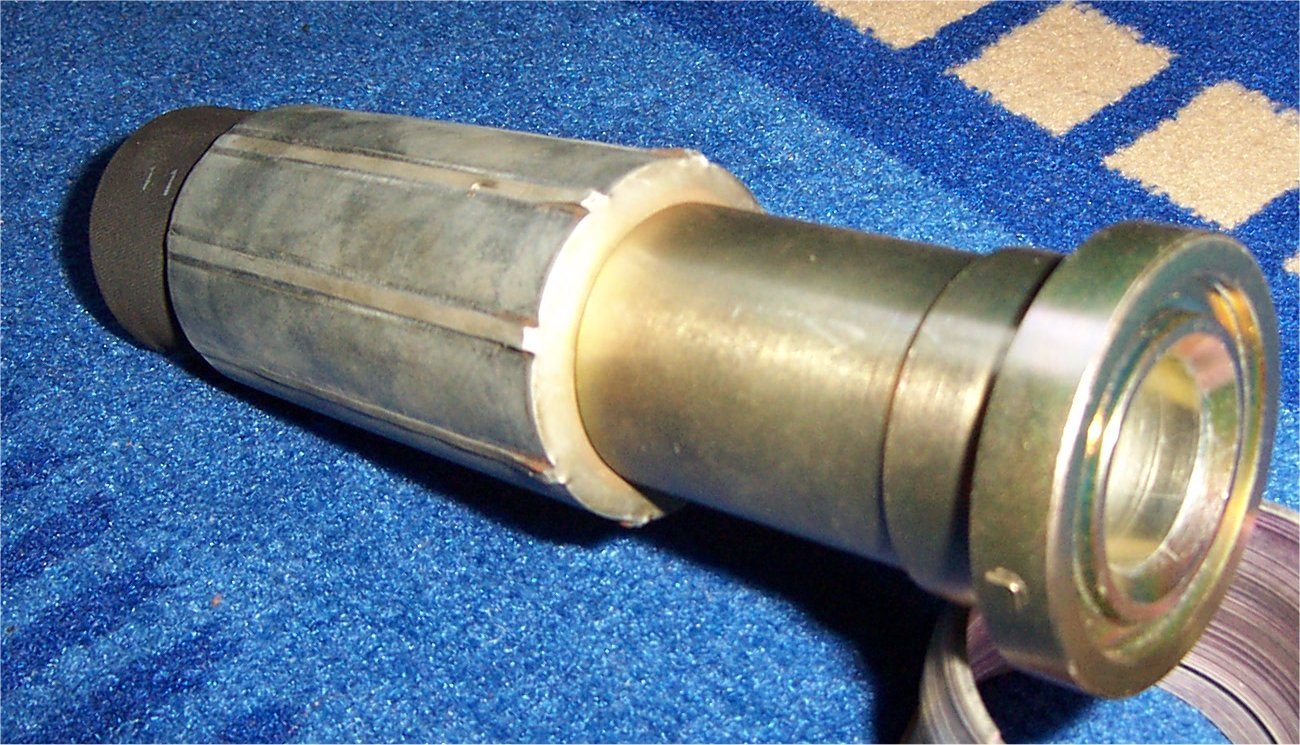
Schlaucharmatur SAE 100R15, Nennweite 32, 6000 PSI

Die Tabelle zeigt eine Gegenüberstellung der bisherigen DIN-Normen für Flansche und den Flanschtypen in der derzeit gültigen EN 1092-1:2018. Hiermit wurden verschiedene Flanschnormen (zum Teil je Nenndruck eine Norm) in einer Norm zusammengefasst.
| bisherige Norm       | Beschreibung                                                                 | Flanschtyp nach der EN 1092-1 |
| -------------------- | ---------------------------------------------------------------------------- | ----------------------------- |
| DIN 2527 PN6 – PN100 | Blindflansche                                                                | Typ 05                        |
| DIN 2566 PN10 – PN16 | Gewindeflansche mit Ansatz                                                   | Typ 13                        |
| DIN 2627-DIN 2638    | Vorschweißflansche                                                           | Typ 11                        |
| DIN 2641; DIN 2642   | Lose Flansche, Vorschweißbördel, glatte Bunde                                | Typ 02,33,32                  |
| DIN 2655; DIN 2656   | Lose Flansche, glatte Bunde                                                  | Typ 02,33,32                  |
| DIN 2673             | Lose Flansche mit Vorschweißbund                                             | Typ 04,34                     |
| DIN 86029; DIN 86030 | Schweißflansche mit Ansatz (zurückgezogen!)                                  |                               |
| EN 1092-1/01         | Glatter Flansch zum Schweißen, PN2,5 – PN100                                 | Typ 01                        |
| EN 1092-1/02         | Loser Flansch für Typen 32-37, PN2,5 – PN40                                  | Typ 02                        |
| EN 1092-1/05         | Blindflansch, PN2,5 – PN100                                                  | Typ 05                        |
| ISO 7005-1           | Flansche aus Metall – Stahlflansche, Verweis auf EN 1092-1!                  |                               |
| ISO 7005-2           | Flansche aus Metall – Gußeisenflansche, PN2,5 – PN50                         |                               |
| ISO 7005-3           | Flansche aus Metall – Kupferlegierungen und Verbundmaterialien, PN2,5 – PN50 |                               |

## Herstellung
Flansche werden geschmiedet, gegossen, geschnitten oder gewalzt. Gewindeflansche werden häufig nach Gewindenorm ISO 7-1 oder ISO 228 gefertigt. Alle Flansche nach der EN 1092-1 erhalten eine Chargennummer, damit das Bauteil zum Hersteller zurückführbar ist. Häufig wird das 3.1-Abnahmeprüfzeugnis gemäß EN 10204-HFF gefordert, welches die Übereinstimmung mit der Bestellung bestätigt und spezifische Prüfungsergebnisse enthält, die zum einzelnen Flansch rückverfolgbar sind.

## Flansche aus Stanz- und Umformprozessen
Besonders in der Automobilindustrie haben sich im Bereich der Abgasableitung und Abgasführung Flansche als effektives Mittel erwiesen. Flansche bieten die Möglichkeit, unterschiedliche Geometrien und Materialien miteinander zu verbinden und grundsätzlich komplexe Geometrien in einfachere Einzelbauteile zu zerlegen. Durch oftmals hohe Stückzahlen in der Automobilindustrie wurden Verfahren zur seriellen Fertigung von Massenprodukten mit hohen Anforderungen an die Qualität und die Wiederholgenauigkeit entwickelt. Die Prozesse des Stanz- und Umformens ermöglichen es, aus Flachprodukten (Stahl und Stahllegierungen auf Dicke gewalzt) komplexe Geometrien zu erstellen. Zwei mögliche Fertigungsverfahren im Bereich des Stanzens und Umformens sind die Fertigung in Folgeverbundwerkzeugen und in Feinschneidwerkzeugen.